# Малокомплектна школа

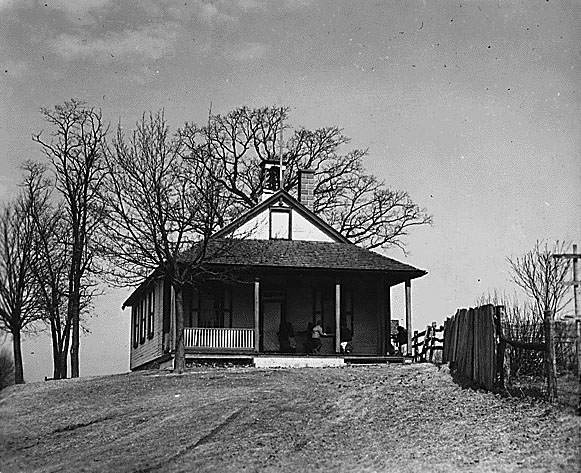
Школа Амішів в окрузі Ланкастер, штат Пенсильванія, в 1941.

Малокомплектна школа, однокласна школа (англ. One-room schools, нім. Einklassenschule) - була типовою школою в сільських частинах різних країн. В більшості сільських та маленьких міських школах всі учні зустрічались в одному класі (кімнаті). В цьому класі єдиний учитель викладав академічні основи кільком рівням (класам) хлопців і дівчат молодшого шкільного віку. Хоча в багатьох місцях малокомплектні школи вже не використовуються, вони не є дуже незвичними в країнах що розвиваються і сільських та віддалених місцинах. Наприклад, у віддалених регіонах заходу США, на Фолкледських, та Шетландських островах.

## Зноски
1. ↑  Малокомплектна школа, сучасний вимір [Архівовано 15 грудня 2017 у Wayback Machine.] Н.С.Побірченко